# 성산아트홀
성산아트홀은 2000년 4월 25일 개관한 경상남도 창원시 성산구 용호동에 위치한 공연 및 전시관이다. 창원의 대표적인 문화공간으로서, 연극, 행사, 전시전 등이 많이 열린다. 특히 창원 시립 교향악단의 주 무대이기도 하다. 성산아트홀은 대극장, 소극장, 전시동으로 구성되어 있는데, 전시동 입구에 비디오 아티스트 백남준의 작품 <창원의 봄>이 설치되어 있는 것이 특징이다. 2010년 7월 12일 59개국 700여명이 참가한 국제생물올림피아드(IBO)의 개막식이 성산아트홀에서 열리기도 했다.
"성산"이라는 명칭은 창원의 옛 문화유적 중 하나인 창원성에서 유래한 말로서, 이름과 다르게 2021년 6월 30일까지는 의창구에 위치해 있었으나 「창원시 구 및 읍·면·동 명칭과 구역획정에 관한 조례」 일부개정에 따라 2021년 7월 1일부터 성산구로 주소가 변경되었다. 

## 근처에 가볼만한 곳
- 성산아트홀 뷔페
- 경남도립미술관 ; 2004년 개관한 도립미술관이다.
- 용지공원 ; 용지호수가 있는 창원 도심에 위치한 공원이다.
- KBS 창원방송총국